# Cheech Marin
Richard Anthony "Cheech" Marin (Los Angeles, 1946. július 13. –) amerikai színész, humorista, zenész és aktivista. A Cheech és Chong nevű duó tagjaként lett ismert. Ő alakította továbbá Don Johnson partnerét a Nash Bridges – Trükkös hekus című sorozatban. Több Disney-rajzfilmben is megszólaltatott karaktereket.
Marin nem beszél jól spanyolul, annak ellenére, hogy karakterei általában spanyol akcentussal rendelkeznek.

## Élete
1946. július 13-án született Dél-Los Angelesben, Elsa titkárnő és Oscar Marin rendőr gyermekeként. Szülei mexikói-amerikai származásúak voltak. Ajakhasadékkal született. Chicanónak azonosítja magát, és valamennyire beszél spanyolul, de nem folyékonyan.
Beceneve, a "Cheech" a chicharron (sült szalonnabőr) nevéből ered.
A Bishop Alemany High School tanulójaként érettségizett, majd a Northridge-i Kaliforniai Állami Egyetemen tanult. Itt a Phi Sigma Kappa testvériség tagja volt. 1968-ban diplomázott. Ezt követően Frank Zappához jelentkezett énekelni, de szeptemberben Vancouverbe költözött, hogy elkerülje a vietnámi háborúban való részvételt. Calgaryban ismerte meg későbbi partnerét, Tommy Chongot.
Tommy Chonggal együtt alkotta a Cheech és Chong duót. A páros a hetvenes-nyolcvanas évek alatt több filmet és albumot készített. 1985-ben feloszlottak.

## Magánélete
1975-ben vette feleségül Darlene Morley-t, akitől 1984-ben elvált. Házasságuk alatt egy gyermekük született. 1986-ban házasodott össze Patti Heid művésznővel; házasságuk alatt két gyermekük született. Időközben tőle is elvált. 2009-ben vette feleségül barátnőjét, Natasha Rubint.
Malibuban él.
2008-ban az Universal Stúdióban tűz ütött ki, így Cheech és Chong egyike azoknak, akiknek a művei megsemmisültek a tűzben.

## Diszkográfia
- Cheech and Chong (1971)
- Big Bambu (1972)
- Los Cochinos (1973)[15][16]
- Cheech & Chong's Wedding Album (1974)
- Sleeping Beauty (1976)
- Up in Smoke (1978)
- Let's Make a New Dope Deal (1980)
- Get Out Of My Room (1985)
- My Name Is Cheech the School Bus Driver (1992)
- Follow the Leader (Korn-album, 1998)

## Könyvei
- Cheech Is Not My Real Name...But Don't Call Me Chong!. New York: Grand Central Publishing (2017). ISBN 9781455592340. OCLC 974034992